# Cirrocumulus stratiformis
Cirrocumulus stratiformis is een wolkensoort en is onderdeel van een internationaal systeem om wolken te classificeren naar eigenschap volgens de internationale wolkenclassificatie. Cirrocumulus stratiformis komt van het geslacht cirrocumulus, met als betekenis gestapelde haarlok en de term stratiformis komt van laagvormig. Het zijn hoge schapewolkjes van gestapelde draderige wolken die in een laag voorkomen. Ze behoren tot de familie van hoge wolken.